# Медьма (Поломское сельское поселение)
Медьма — починок в Кезском районе Удмуртской республики.

## География
Находится в северо-восточной части Удмуртии на расстоянии приблизительно 11 км на юго-запад по прямой от районного центра поселка Кез.

## История
Известен с 1873 года как починок Сосновский (Медмудур) с 5 дворами. В 1905 году здесь учтено 12 дворов, в 1924 (уже деревня Медма или Сосновский) — 11. До 2021 года входила в состав Поломского сельского поселения.

## Население
Постоянное население составляло 50 человек (1873), 88 (1905), 89 (1924, все удмурты), 18 человек в 2002 году (удмурты 83 %), 7 в 2012.